# Petrus Lind
Petrus Lind, född 13 maj 1648 i Harstads socken, död 11 januari 1711 i Västerlösa socken, han var en svensk kyrkoherde i Västerlösa församling. 

## Biografi
Petrus Lind föddes 13 maj 1648 på Bosgård i Harstads socken. Han var son till bonden Erik Persson och Anna Svensdotter. Lind blev 1678 lärare i elementärklassen i Linköping och prästvigdes 3 juli 1678 i Västerås. Han blev 1687 kyrkoherde i Västerlösa församling. Lind avled 11 januari 1711 av pesten i Västerlösa socken. Han begravdes av komminister Nicolaus Petri Lindbeck i Slaka socken.
Lind och en av hans hustrur skänkte en oblatask till Västerlösa kyrka.

### Familj
Lind gifte sig första gången 28 oktober 1679 med Maria Tynnesdotter (1661–1680). Hon var dotter till rådmannen Tynnes Nilsson i Linköping. De fick tillsammans dottern Anna (född 1680).
Lind gifte sig andra gången 1687 med Anna Cnattingius (1669–1704). Hon var dotter till kyrkoherden Sveno Cnattingius och Helena Dalhemius i Västerlösa socken. De fick tillsammans barnen Erik (född 1689), Maria (född 1690), Brita Anna (1691–1710), Maria Elisabeth (1694–1710), Sven Westerström och Daniel (född 1699).
Lind gifte sig tredje gången 10 januari 1705 med Anna Wangel (död 1710). Hon var dotter till kyrkoherden i Mogata socken.